# Carl Winkler
Carl Ludvig Heinrich Winkler, född 20 april 1814 i Berlin, död 27 november 1868 i Tyska S:ta Gertruds församling, Stockholm, var en svensk flöjtist.

## Biografi
Carl Winkler föddes 1814 i Berlin. Hans far arbetade som hantverkare. Winkler studerade vid musikkonservatoriet i Berlin och anställdes 1836 som flöjtist vid Kungliga Hovkapellet i Stockholm. Han befordrades efter Carl Friedrich Bocks död 1841 till förste flöjtist vid Hovkapellet. 12 december 1850 gifte han sig med Johanna Emilie Voss, född Zinke. I början av 1850-talet arbetade som organist vid Katolska kyrkan i Stockholm. Winkler var även under sex år musikdirektör vid Västgöta regemente. Han avslutade sin anställning 1 oktober 1865 vid Kungliga Hovkapellet.
Winkler har även komponerat och arrangerat musik för många olika instrument.